# Коби Марими
Коби Марими (хебр. קובי מרימי‎; Рамат Ган, 8. октобар 1991) израелски је певач и глумац. Светској јавности постао је познат као представник Израела на Песми Евровизије 2019. у Тел Авиву.

## Биографија
Коби је рођен у градићу Рамат Ган, у Телавивском округу у централном Израелу, као најмлађе од троје деце. Глумом и певањем почиње интензивније да се занима као средњошколац. Након одслуженог војног рока уписао је глумачку академију Нисан нејтив, а током студирања наступао је у бројним мјузиклима заједно са колегама са академије. По окончању студија добио је ангажман у Израелској опери. 
Крајем 2018. пријавио се за учешће у музичком ријалити Нова звезда (хебр. הַכּוֹכָב הַבָּא), где је на крају заузео прво место које му је обезбедило и наступ на Песми Евровизије 2019. у Тел Авиву. Израел је на домаћем терену представљао са песмом Home. Био је 23. од 26 песама са 35 бодова.